# Jango (web radio)
Jango è un servizio di Internet radio e social fondato da Daniel Kaufman. Il suo prodotto principale è lo streaming radio che permette di personalizzare le proprie playlist.
Il motore di ricerca di Jango raccomanda e riproduce le canzoni basandosi sui gusti musicali dell'utente, stabiliti dai singoli ascolti. Il tutto si basa sulla rete  Panther Express.
Jango ha 1 milione di utenti che hanno creato 3 milioni di stazioni personalizzate.
Dopo un certo numero di canzoni lo streaming dà la possibilità all'utente di votare l'artista successivo, modificandone il tempo d'esecuzione.